# 歪像

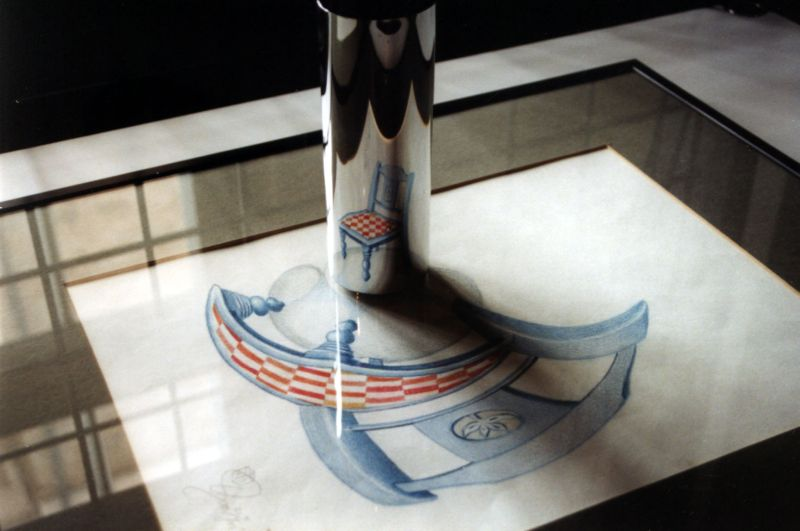
鏡子歪像的示例

歪像（Anamorphosis） 是一種扭曲的投影，需要觀看者佔據特定的有利位置，使用特殊的設備，或同時滿足兩者才能夠觀看到可辨認的影像。這種投影法被用於繪畫、攝影、雕刻品和裝置藝術、玩具和電影特效。 這個詞來源於希臘字首ana-，意思是「回來」或「再次」，而morphe一詞的意思是「形狀」或「形式」。藝術家們會利用極端的歪像來對普通觀眾掩飾，將諷刺、情色和下流的場景，以及其他遮遮掩掩的影像偽裝起來，卻同時能夠向有見識的觀眾展示一個未失真的影像。

## 历史

### 前史
在拉斯科的石器时代的岩画中，可能使用了变形技术，因为如果没有的话，洞穴的倾斜角度会从观察者的角度扭曲图像。
古代历史学家普里尼和齐特修记录了雕刻家阿尔卡梅内斯和菲迪亚斯创造雅典娜形象的比赛。阿尔卡梅内斯的雕塑很美，而菲迪亚斯的雕塑则有怪诞的比例。然而，一旦他们都被放在柱子上，缓慢的视角使菲迪亚斯的“雅典娜”变得美丽，而“阿尔卡梅内斯”的变得丑陋。

### 文艺复兴时期
最早的例子出现在莱昂纳多·达·芬奇的笔记本中。这被视为技术上的高超表现，因此被包含在16-17世纪的大多数绘画手册中。莱昂纳多·达·芬奇作品《大西洋手稿》(1483-1518)中的眼睛被认为是最早的例子。后来，他为法国国王执行了几个大规模的变形定制。

### 18世纪和19世纪
十八世纪，变形技术完全进入了娱乐领域，并得到了最广泛的传播。
到19世纪，对变形技术创建建筑幻觉，以及对古典主题的时尚的兴趣再次复兴。复制的文艺复兴时期的铜版画以及政治，淫秽和流行主题成为流行。在埃德加·艾伦·坡的故事“莱绮雅”中，描述了一个充满“简单的怪物”的房间，当叙述者走过房间时，这些怪物变成了“无尽的队列......可怕的形状”。这种大众普及后来影响了超现实主义者。

## 3D立體地畫
3D立體地畫是21世紀以後的地板藝術，是利用透視圖手法將立體透視圖畫在地板上，並且與地板週遭景物結合，或者與行人作出有趣互動，又稱為二次透視繪法。

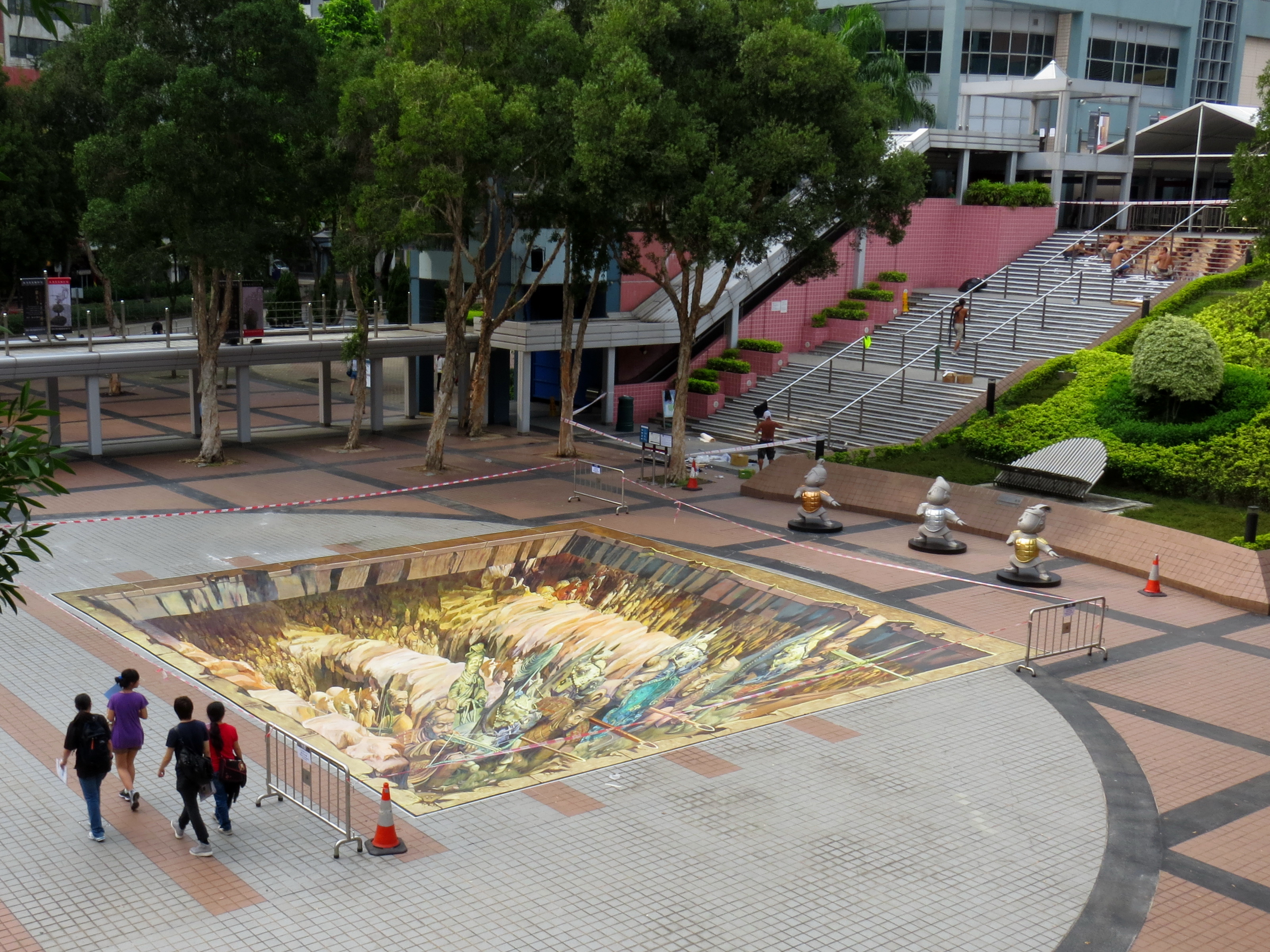
以秦俑坑為背景的大型立體地畫（香港歷史博物館）

#### 3D立體地畫金氏世界紀錄
2012年萬氏兄弟在廣州創作的《時尚之都、理想之城》3D立體地畫作品獲英國金氏世界紀錄認證，以148.63米成為當時世界上最長的3D立體地畫。
2013年12月15日，萬氏兄弟在深圳鹽田藍郡廣場所創作的《藍之夢》，以海底世界等元素為主題，通過科幻手法，實現與海底景觀、海洋生物、海底建築的互動體驗，以此傳遞海洋文化以及人與自然共存的理念，這幅長200米，寬6.1米的3D立體地畫，刷新了金氏世界紀錄認證。

2016年10月1日，麗江《愛之湖》取代《藍之夢》，獲得金氏世界紀錄認證，成為世界上最大的3D立體地畫。

## 腳註
1. ↑  Collins, Daniel L. . Leonardo. 1992, 25 (2): 179–187. JSTOR 1575710. S2CID 192993644. doi:10.2307/1575710.
2. ↑  . www.mediagang.co.uk.   [2024-05-03].
3. ↑  . www.dailymail.co.uk.   [2024-05-03].
4. ↑  . bradshawfoundation.com.   [2024-05-03]. （原始内容存档于2024-09-17）.
5. ↑  . www.britannica.com.   [2024-05-03]. （原始内容存档于2024-05-03）.
6. ↑  . www.thecollector.com.   [2024-05-03]. （原始内容存档于2024-08-02）.
7. ↑  . www.britannica.com.   [2024-05-03]. （原始内容存档于2024-05-30）.
8. ↑  . www.ambrosiana.it.   [2024-05-03]. （原始内容存档于2024-05-22）.
9. ↑  . www.italiaslowtour.com.   [2024-05-03].
10. ↑  . www.zenartsupplies.co.   [2024-05-03]. （原始内容存档于2024-05-22）.
11. ↑  . www.newscientist.com.   [2024-05-03]. （原始内容存档于2024-05-24）.
12. ↑   (PDF). www.unitec.ac.nz.   [2024-05-03]. （原始内容存档 (PDF)于2024-06-02）.
13. ↑  . books.google.com.   [2024-05-03]. （原始内容存档于2024-05-03）.
14. ↑  .   [2015-05-20]. （原始内容存档于2015-07-01）.
15. ↑  .   [2015-05-20]. （原始内容存档于2015-09-24）.
16. ↑  . www.kunming.cn.   [2022-03-18].
17. ↑  . Guinness World Records.   [2022-03-18]. （原始内容存档于2020-10-29） （英国英语）.

## 外部連結
- . ETtoday. 2012-04-02  [2012-07-22]. （原始内容存档于2013-04-25）.